# Championnats d'Europe d'haltérophilie 1935
Navigation
Édition précédente Édition suivante
Les championnats d'Europe d'haltérophilie 1935, vingt-sixième édition des championnats d'Europe d'haltérophilie, ont eu lieu du 9 au 10 novembre 1935 à Paris, en France..

## Médaillés
| Catégorie | Or                  | Or       | Argent                    | Argent   | Bronze                | Bronze   |
| --------- | ------------------- | -------- | ------------------------- | -------- | --------------------- | -------- |
| 60 kg     | Max Walter (GER)    | 297,5 kg | Georg Liebsch (GER)       | 295 kg   | Anton Richter (AUT)   | 285 kg   |
| 67,5 kg   | Karl Jansen (GER)   | 325 kg   | Robert Fein (AUT)         | 322,5 kg | René Duverger (FRA)   | 312,5 kg |
| 75 kg     | Rudolf Ismayr (GER) | 360 kg   | Heinrich Gottschalk (GER) | 345 kg   | Regis Lepreux (FRA)   | 330 kg   |
| 82,5 kg   | Louis Hostin (FRA)  | 370 kg   | Eugen Deutsch (GER)       | 357,5 kg | Fritz Haller (AUT)    | 340 kg   |
| + 82,5 kg | Josef Manger (GER)  | 552,5 kg | Ronald Walker (GBR)       | 537,5 kg | Vaclav Pšenička (TCH) | 525 kg   |